# Pálóczi Horváth György
Pálóczi Horváth György (Egyes forrásokban kötőjellel: Pálóczi-Horváth György, külföldönː George Paloczi-Horvath, Budapest, 1908. március 20. – London, 1973. január 3.) író, újságíró, műfordító, publicista.
Szignóiː czi, (czi), (-czi), -lóczi, (p. h.), Ph., P. H., p. h. gy., (p. h. gy.), P. H. Gy., (P. H. Gy.).

## Élete
Tehetős budapesti polgárcsaládba született és nevelkedett. Egyetemi tanulmányait a Bécsi Egyetemen kezdte meg 1926-ban, majd 1927-től 1929-ig az Egyesült Államokban a Franklin Marshall College-ban fejezte be. Hazatérése után először a Pesti Napló munkatársa lett. A lap 1939-es megszűnéséig a külügyi rovat vezetője. Ezalatt az amerikai New York Sun laphálózat tudósítója is volt.
Ebben az időszakban kezdte meg műfordítói tevékenységét Jonathan Swift Gulliverjének fordításával, amely 1935-ben jelent meg. Ezt követően még számos egyéb regényt, például Robert Graves műveit is fordította angolból.
Közben írásai jelentek meg a KMP legális folyóiratában, a Gondolatban.
1939-től a Független Magyarország, Bajcsy-Zsilinszky Endre által újraindított politikai hetilapjának lett külpolitikai szerkesztője. 1940-től Teleki Pál miniszterelnök felkérésére a Magyarország című kormánypárti napilap külpolitikai rovatát is szerkesztette.
Ebben az időszakban a Budapesten tartózkodó Basil Davidson angol újságírón keresztül kapcsolatba került a brit hírszerző szervekkel.
Ezért Teleki öngyilkossága után (1941) Jugoszlávián keresztül Kairóba menekült, ahol a brit Különleges Műveletek Parancsnoksága (SOE) szolgálatába lépett. Majd Isztambulban 1943 tavaszán ő is részt vett a Kállay-féle kiugrási kísérlettel kapcsolatos tárgyalásokon.
1945-ben Londonban a BBC magyar osztályán kezdett dolgozni.
1947. májusában hazatért Magyarországra és a Tovább (?) című hetilap egyik szerkesztője lett. Ekkor lépett lépett be a Magyar Kommunista Pártba (MKP) is.
Ezt követően 1948–49-ben a Magyar Rádió idegen nyelvű osztályának a vezetőjeként tevékenykedett. Majd rövid ideig a Hungaria Könyvkiadó irodalmi vezetője. Megválasztották a magyar ENSZ-társaság főtitkárává.
1949 szeptemberében koholt vádak alapján kémkedés vádjával letartóztatták. Öt évet töltött börtönben.  
1954-ben helyezték szabadlábra és rehabilitálták.
Az MTA Történettudományi Intézetében helyezkedett el. Az Irodalmi Újságban jelentek meg rendszeresen cikkei.
1956 végén távozott Magyarországról és Londonban telepedett le.
Utószót írt Nagy Imre: On Communism: In Defense of the New Course (Atlantic Press Book, New York, 1957) című könyvéhez.
Magyar nyelvű írásai főleg a londoni Irodalmi Újságban jelentek meg, amelynek főmunkatársa lett.
1956 utáni publikációban már polgári liberális oldalról támadta a szocialista országokat.
Szívroham következtében hunyt el 1973-ban.

## Művei
- Felelés ellen biztosító r. t. (ifjúsági regény), Révai Testvérek Irodalmi Intézet R. T., Budapest, 1933
- Isten veletek, Hobókǃ (ifjúsági regény), Révai Testvérek Irodalmi Intézet R. T., Budapest, 1934
- Utazás a semmibe, Világvárosi Regények sorozat, 437. szám, Literária Kiadóvállalat, Budapest, 1937
- Az utolsó pengő, Világvárosi Regények sorozat, 450. szám, Literária Kiadóvállalat, Budapest, 1937
- Chamberlain a felelős – Európa két éve (tanulmány), szerzői magánkiadás, Budapest, 1939
- Búcsú Európától (regény, Officina, Budapest, 1939)
- Amerika válaszúton (tanulmány, Cserépfalvi Kiadó, Budapest, 1940, Kék könyvek sorozat 3.)
- Balkán a viharban (tanulmány, Budapest, 1941)
- In Darkest Hungary (tanulmány, with intr. by. Michael Károlyi, London, 1945)
- Ezermillió bennszülött a kapuk előtt (tanulmány), Hungária Hírlapnyomda Rt., Budapest, 1948
- Freud vagy egy illúzió eredete (tanulmány, Budapest, 1948)
- Elveszett nemzedék (visszaemlékezések), Big Ben Publishing Company, London, 1958
- The Undefeated (memoár), Little, Brown and Company, Boston, Toronto, 1959
- Mao-Tse-tung, emperor of the Blue Ants (tanulmány, London, 1962)
- Jugend. Schicksal der Welt (tanulmány, Zürich, 1965)
- Youth up in Arms (tanulmány, London, 1971)
- Faludy György–Faludy Zsuzsa–Pálóczi Horváth György: Egy nép tragédiája. A magyar szabadságharc évszázadai. 1957, Bécs (Tragödie eines Volkes); németből ford. Jakab Katalin, Máthé Melinda; Alexandra, Pécs, 2007

## Néhány rövidebb írása
- Cserna Andor-Kárpáti Aurél-Bálint György-...: Az Est hármaskönyve 1931 (Korunk kérdez – az év válaszol), benne Pálóczi Horváth György:
  - Milyen autoszuggesztió tette gazdaggá Amerikát?
  - Hogy kell udvarolni Amerikában?
  - Milyen az amerikai etikett?
  - Miért nem akar életfogytiglani eltartót az amerikai nő?
  - Mennyit árt és mit használ a prohibició?
  - Mit hirdetnek a számok és művek az amerikai négerről?
  - Milyen az élet Amerika mondén helyein?
  - Mért tízszeres klubtag minden amerikai?
  - Mit iszik és hogyan harcol a tollas katona?
  - Mit ígér az ínyenceknek az öt érzék színháza?

című írásai.
- André Gide-Veres Péter-Bálint György-John Reed-...: Husz riport bemutatja a világot (Riporterek antológiája), benne Pálóczi Horváth György: Árnyékok Bécs felett, Cserépfalvi Kiadó, Budapest, 1936
- Márai Sándor-Pálóczi Horváth György-Frey András-...: 1939 – Így láttuk mi,, benne Palóczi Horváth György: Végzetes év, Cserépfalvi  Kiadás, Budapest, 1940
- Földes Anna-Kuczka Péter-Csoóri Sándor-...: Az Irodalmi Ujság könyve (Tanulmányok, portrék, dokumentumok – mellékletben az 1956. november 2-i szám facsimiléje) benne Pálóczi Horváth György: Ugyanakkor című írása,  Széphalom Könyvműhely-Új KÉZirat Kiadó, Budapest, 2001, ISBN 9639373060
- József Attila-Sárközi György-Déry Tibor-...: Gondolat (Antológia 1935-1937), Magvető Könyvkiadó, Budapest, 1978, ISBN 9632707486, benne
  - Személyes kérdésben
  - László Fülöp címére
  - (Rónai Mihály Andrással): Két háború között
- Diárium, (irodalmi folyóirat), I. évfolyam 1-10. szám, Királyi Magyar Egyetemi Nyomda, Budapest, 1940 benne Pálóczi Horváth György: Búcsú Európától (Birkás Endre)

## Műfordításai
- Jonathan Swift: Gulliver utazásai a világ több távoli országába (Gulliver's Travels, 1726), Az Est Lapkiadó Rt.-Pesti Napló Rt., Filléres Klasszikus Regények, Budapest, 1935
- Carl Van Vechten: Néger mennyország (Nigger Heaven, 1926), Athenaeum Irodalmi és Nyomdai R.-T., Budapest, 1934, Athenaeum 2 pengős regények sorozat 31.
- Robert Graves: Én, Claudius (I, Claudius, London, 1934), Athenaeum Irodalmi és Nyomdai R.-T., Budapest, ?; Gondolat Kiadó, Budapest, 1957, 1966, 1970, 1975, 1982, ISBN 9632802764, ISBN 9632811070
- Robert Graves: Claudius, az Isten (Claudius the God and his Wife Messalina, London, 1934), Athenaeum Irodalmi és Nyomdai R.-T., Budapest, ?; Gondolat Kiadó, Budapest, 1957, 1966, 1970, 1975, 1982, ISBN 9632802772, ISBN 9632811089;

Claudius, az Isten és felesége, Messalina címmel: Európa Könyvkiadó, Budapest, 2001, ISBN 9630769476
- Robert Graves: A vitéz Belizár (Count Belisarius, London, 1938), Athenaeum Irodalmi és Nyomdai R.-T., Budapest; Európa Könyvkiadó, Budapest, 2002, ISBN 963077092X
- Rosita Forbes: A halál lovagjai, Pesti Napló kiadása, Kék regények sorozat 9., Budapest
- Dashiell Hammett: Gyilkossággal kezdődik[4] (The Thin Man, 1934), Athenaeum Irodalmi és Nyomdai R.-T., Budapest, 1936, Az Athenaeum detektiv és kalandor regényei 96.
- Louis Bromfield: Huszonnégy óra, Athenaeum Irodalmi és Nyomdai R.-T., Budapest, Athenaeum 2 pengős regények sorozat 23.
- Elinor Mordaunt: Trópusi láz, Athenaeum Irodalmi és Nyomdai R.-T., Budapest, Athenaeum 2 pengős regények sorozat 26.
- J. B. Priestley: A nap hőse, Athenaeum Irodalmi és Nyomdai R.-T., Budapest, Athenaeum 2 pengős regények sorozat 28.
- Gerry Huerta: Óceánláz, Pesti Napló kiadása, Kék regények sorozat 21., Budapest
- H. Hassel: A néger táncosnő csókja, Pesti Napló kiadása, Kék regények sorozat 42., Budapest
- James Truslow Adams: Amerika eposza – Az Egyesült Államok története, Athenaeum Irodalmi és Nyomdai R.-T., Budapest
- Ursula Parrott: A szerelem elmúlik, Athenaeum Irodalmi és Nyomdai R.-T., Budapest; Aldina Kiadó, Budapest, 1995, ISBN 9637394400
- Basil Maine: Windsor Edvárd élete, Athenaeum Irodalmi és Nyomdai R.-T., Budapest
- Christopher Morley: Ember volt,  Cserépfalvi Kiadás, Budapest, 1936; Rekord Könyvkiadó, Budapest
- H. G. Wells: Önéletrajz, Athenaeum Irodalmi és Nyomdai R.-T., Budapest
- Gerry Huerta: Pánik Amerikában, Dávid Könyvkiadó, Szeged, 1995, Kalandregénytár sorozat 2., ISBN 9638541458
- Sarah R. Riedman: Az emberi test titkai és felfedezése, Szikra kiadás, Budapest, 1949

## Díjak
- Atlantic Editors' Non-Fiction Prize – 1959-ben angolul is megjelent  Elveszett nemzedék (The Undefeated) című visszaemlékezés kötetéért
- Prix de la Liberté